# Bra vibrationer
Bra vibrationer är ett studioalbum av Kikki Danielsson, utgivet i april 1985. Albumet nådde som bäst åttonde plats på den svenska albumlistan. Albumet tilldelades en guldskiva för över 50 000 sålda exemplar. Källa: IFPI

## Låtlista

### Sida A
| Nr | Titel                                                               | Låtskrivare                                                                | Längd |
| -- | ------------------------------------------------------------------- | -------------------------------------------------------------------------- | ----- |
| 1. | Bra vibrationer                                                     | Lasse Holm, Ingela Forsman                                                 | ?     |
| 2. | Vem går med dig hem (Amico è), duett med Kjell Roos                 | Dario Baldan Bembo, Sergio Bardotti, Nini Maria Giacomelli, Ingela Forsman | ?     |
| 3. | Mitt innersta rum                                                   | Anders Glenmark , Ingela Forsman                                           | ?     |
| 4. | Du (Hello)                                                          | Lionel Richie, Keith Almgren                                               | ?     |
| 5. | Om det är så (If This Is It)                                        | Johnny Colla, Huey Lewis, Monica Forsberg                                  | ?     |
| 6. | Om kärleken ger mig en chans till (If Ever You're in My Arms Again) | Michael Masser, Tom Snow, Cynthia Weil, Ingela Forsman                     | ?     |

### Sida B
| Nr  | Titel                                                                    | Låtskrivare                             | Längd |
| --- | ------------------------------------------------------------------------ | --------------------------------------- | ----- |
| 7.  | Vi låser dörren in till damernas (Let's Talk it over in the Ladies Room) | Peter Koelewijn, Ingela Forsman         | ?     |
| 8.  | En bra dag att försonas                                                  | Lasse Holm, Ingela Forsman              | ?     |
| 9.  | Baby I Lied                                                              | Deborah Allen, Rory Bourke, Rafe Vanhoy | ?     |
| 10. | Flyg fri                                                                 | Lasse Holm, Monica Forsberg             | ?     |
| 11. | Love Can Hurt                                                            | Lasse Holm, Ingela Forsman              | ?     |
| 12. | Half a Boy & Half a Man                                                  | Nick Lowe                               | ?     |

## Listplaceringar
| Lista (1985) | Topplacering                |
| ------------ | --------------------------- |
| Sverige      | Sverige (Sverigetopplistan) |